# 巴斯圣约翰济贫院
圣约翰济贫院（St John's Hospital）现名圣约翰基金会（St John's Foundation），位于英格兰萨默塞特郡巴斯，1174年，由雷金纳德·菲茨·乔瑟林主教建立，是英格兰最古老的济贫院之一。 目前的建筑建于1716年，已列为I级登录建筑。

## 历史
浴场济贫院建在十字浴场温泉旁边，为体弱者提供住所，处于巴斯座堂小修道院，即今巴斯修道院的控制之下。 主要赞助人之一是咏礼司铎惠特汉普斯特德的威廉，他提供了大量土地来支持济贫院。
维护济贫院需要资金，1400年，教宗鼓励在某些日子的来访者捐款，以换取他们的罪孽得到赦免。 1527年有人建议，济贫院与小修道院合并，以提供更多的机会获得其财富，但这种情况并没有发生。1535年，它的估价为22英镑16先令9便士。 在解散修道院期间，它设法保持独立，威廉·克劳奇试图把它变成私人财产，在长老们请愿伊丽莎白一世后，该尝试被挫败。 在伊丽莎白时代的余下时间，富有的游客来到温泉浴场时，济贫院提供了住宿。
1716年，建筑师威廉·基利格鲁受命重建济贫院。1727年后，建筑工程继续进行，由年仅23岁的老约翰·伍德负责，这是他在巴斯的第一个作品。此后他又继续设计了许多建筑，创造了这个乔治时代建筑的城市。
霍勒斯·沃波尔1765年住在这里。
该慈善机构现在被称为圣施洗约翰济贫院与圣米迦勒教堂附属圣凯瑟琳济贫院（The Hospital of St John the Baptist with the Chapel of St Michael annexed with St Catherine's Hospital）。 现在仍然运作， 为100多名当地老年穷人提供住所，并资助巴斯及其周围的个人和组织。 

## 建筑
该建筑为帕拉第奧式建築风格,这在巴斯很常见。这栋两层楼的巴斯岩建筑，在底楼柱子上有圆头拱廊，保留了原有的窗户造型和上下推拉窗。